# Franciscus Ziekenhuis
Het Franciscus Ziekenhuis was een algemeen ziekenhuis in Roosendaal. Op 1 januari 2014 fuseerde het ziekenhuis op bestuurlijk niveau met het Lievensberg ziekenhuis in Bergen op Zoom om op 1 januari 2015 te fuseren tot het Bravis Ziekenhuis.
Het ziekenhuis had in 2011 472 bedden, 1099 medewerkers en 137 medisch specialisten. Het verzorgingsgebied lag tussen Tholen/Breda en Essen/Moerdijk. Daarnaast had het ziekenhuis een medisch centrum in Oudenbosch en een polikliniek in Etten-Leur.

## Geschiedenis
De voorloper van het Franciscus-Ziekenhuis is het Charitas-Ziekenhuis. In 1956 werd de ziekenhuiszorg op advies van Bisschop Baeten door de Congregatie Charitas overgedragen aan de gemeente Roosendaal. Reden was de conclusie van een onderzoek waarbij de geraamde kosten van een nieuw te bouwen ziekenhuis voor de congregatie te hoog uitvielen.
Op 6 december 1956 werd de Stichting Rooms-Katholiek Ziekenhuis "St Franciscus" opgericht, waarna de voorbereidingen begonnen. Op 22 augustus 1962 werd als eerste de verpleegstersflat opgeleverd. De eerste paal voor het ziekenhuis zelf werd geheid op 22 oktober 1963, waarna op 22 oktober 1965 het hoogste punt werd bereikt. Op 3 november 1968 werd het ziekenhuis in gebruik genomen.
Mede door de technologische ontwikkelingen in die tijd groeit in de periode 1968 tot 1990 het ziekenhuis sterk. Een aantal belangrijke bouwkundige projecten wordt gerealiseerd. De spoedeisende hulp lag oorspronkelijk naast de opnameafdeling. In 1970 werd deze verplaatst naar de voorzijde van het gebouw. In 1971 werden de CCU en de apotheek gebouwd. In hetzelfde jaar worden de polikliniek, röntgenafdeling en operatieafdeling sterk uitgebreid. In 1983 werd de polikliniek in Oudenbosch in gebruik genomen nadat in hetzelfde jaar het Elisabethziekenhuis moest fuseren met het Franciscus Ziekenhuis. Ook het aantal functies en medisch specialisten stijgt. Maatschappen worden uitgebreid en nieuwe medisch specialismen komen op, zoals neurologie, dermatologie en cardiologie.
In de periode 1980 tot 2000 ontstaan er samenwerkingsverbanden tussen de twee andere ziekenhuizen in de regio (het Amphia Ziekenhuis in Breda en het Lievensberg Ziekenhuis in Bergen op Zoom), kankercentra en een aantal verpleeg- en verzorgingstehuizen. Ook wordt steeds meer samengewerkt met ketenpartners.
In 2010 kwam het poortgebouw gereed met daarin de huisartsenpost, dienstapotheek, centrum voor verloskunde, thuiszorgorganisatie en Stichting Groenhuyzen. Daarnaast werd een polikliniek in Etten-Leur geopend.

## Prijs
In 2005 werd het ziekenhuis door het AD uitgeroepen tot het beste ziekenhuis van Nederland.